# Kanton Sainte-Rose
Kanton Sainte-Rose (francouzsky Canton de Sainte-Rose) byl francouzský kanton v departementu Réunion v regionu Réunion. Tvořila ho pouze obec Sainte-Rose. Zrušen byl při reformě francouzských kantonů v roce 2014.